# Pinal (Arizona)
Pinal es un lugar designado por el censo ubicado en el condado de Gila en el estado estadounidense de Arizona. En el Censo de 2010 tenía una población de 439 habitantes y una densidad poblacional de 386,98 personas por km².

## Geografía
Pinal se encuentra ubicado en las coordenadas 33°22′48″N 110°45′27″O / 33.38000, -110.75750. Según la Oficina del Censo de los Estados Unidos, Pinal tiene una superficie total de 1.13 km², de la cual 1.13 km² corresponden a tierra firme y (0%) 0 km² es agua.

## Demografía
Según el censo de 2010, había 439 personas residiendo en Pinal. La densidad de población era de 386,98 hab./km². De los 439 habitantes, Pinal estaba compuesto por el 79.27% blancos, el 0% eran afroamericanos, el 6.83% eran amerindios, el 1.59% eran asiáticos, el 0% eran isleños del Pacífico, el 7.97% eran de otras razas y el 4.33% pertenecían a dos o más razas. Del total de la población el 33.26% eran hispanos o latinos de cualquier raza.